# Курс — социальная демократия

Старый логотип партии «Курс — социальная демократия» (до 2020 года).

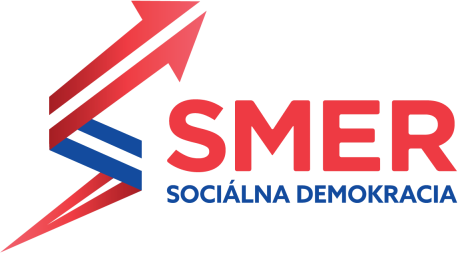
Старый логотип партии «Курс — социальная демократия» (2020—2021).

Курс — социальная демократия (словац. Smer — sociálna demokracia, также Направление — социальная демократия, до 2005 года — Курс (третий путь) — левоцентристская политическая партия в Словакии.

## История
Партия была создана в 1999 году популярным левым политиком Робертом Фицо, вышедшим из Партии демократических левых (словац. Strana demokratickej ľavice). Сама материнская партия приняла решение влиться в «Курс» в 2004 году.
На парламентских выборах 2002 года партия добилась значительного успеха, проведя 25 депутатов в парламент. На состоявшихся в том же году выборах в Европарламент партия получила 3 из 14 предназначенных для Словакии мандатов. В 2005 году в партию вошло несколько более мелких левых партий, включая Партию демократических левых и Социал-демократическую партию Словакии, а сама партия была переименована.
На парламентских выборах 2006 года партия заняла первое место, получив 29,1 % голосов и 50 мест в словацком парламенте. После выборов был заключён союз с популистскими партиями — Народной партией — Движением за демократическую Словакию бывшего премьер-министра Владимира Мечьяра и Словацкой национальной партией, благодаря чему лидер партии Роберт Фицо стал премьер-министром Словакии. На выборах в Европарламент 2009 года партия получила 5 из 13 мандатов, предназначенных для Словакии.
На прошедших 12 июня 2010 года парламентских выборах партия получила 880 111 (34,79 %) голосов и 62 места, победив в абсолютном большинстве районов Словакии. Однако один из прежних партнёров по коалиции, ДЗДС, не прошёл в парламент, а Словацкая национальная партия получила 9 мест вместо прежних 20. Представители правоцентристских партий отказались вступать в коалицию с Робертом Фицо. Таким образом, несмотря на самую крупную фракцию, партия утратила господствующее положение. Новым премьер-министром стала Ивета Радичова.
На досрочных парламентских выборах 10 марта 2012 года партия получила 44,41 % голосов и заняла 83 места из 150 в Национальном совете, сформировав в итоге новое правительство — второй кабинет Фицо. К следующим выборам 2016 года партия изрядно растратила популярность, количество поданных голосов упало до 28,28 %, а мандатов — до 49. Впрочем, она осталась у власти, войдя в коалицию с тремя меньшими партиями: своими старыми союзниками из правопопулистской СНП, а также правоцентристской «Сетью» и венгерской Most–Híd.
Правление Фицо сопровождалось коррупционными и другими скандалами, а убийство журналиста Яна Куцяка, расследовавшего связи с итальянской мафией Ндрангета словацких властей и бизнеса, и его подруги в 2018 году вызвало массовые протесты и политический кризис, приведший к отставке одиозного премьер-министра. Его сменил однопартиец Петер Пеллегрини, который возглавлял партию вплоть до выборов 2020 года, когда она перешла в оппозицию, а затем возглавил крупный откол от неё — партию «Голос — социальная демократия» (Hlas — sociálna demokracia), соревнующуюся с партией Курс — социальная демократия за первое место в предвыборных опросах.

## Идеология и структура
SMER-SD наряду с Социал-демократической партией Румынии рассматривается как «enfant terrible» Партии европейских социалистов — за многочисленные скандалы, а также противоречащие декларируемым социал-демократическим установкам консервативные и националистические взгляды. Современная риторика партии включает нападки на меньшинства (в том числе ромов (цыган) и ЛГБТ), иммигрантов и мусульман, антиковидные меры и вакцинацию, Украину и Запад.
Высший орган — сейм (snem), между сеймами — руководство партии (vedenie strany), между заседаниями руководства — президиум партии (predsedníctvo strany), высшие органы краевых организаций — краевые конференции, между краевыми конференциями — краевые советы (krajská rada), высшие органы окружных организаций — окружные сеймы, между окружными сеймами — окружные советы (okresná rada).